# Comment ça va bien!
Comment ça va bien! és un programa de televisió francès emès pel canal de televisió France 2, Es tracta d'un magazín presentat per Stéphane Bern produït per Martange Procution. Moda, tendències i novetats, el programa s'adreça a un públic més aviat femení en cerca de noves tendències.
Benoît Chaigneau (2 de novembre de 1972) és un col·laborador i cronista del programa de televisió francès Comment ça va bien! del canal de televisió France 2, presentat per Stéphane Bern. Pare de dos fills, també ha presentat la Marató francesa que organitza el canal públic francès i és periodista de formació.